# LU-644
La carretera autonómica LU-644 es una carretera secundaria de la Junta de Galicia que une Rubián, en el municipio de Bóveda, con A Cruz do Incio, en el municipio de O Incio, en la provincia de Lugo. Tiene una longitud de 11,2 km.

## Trazado
Comienza su trazado en la LU-546 en Pacio do Río, en la parroquia de Rubián, en el municipio de Bóveda. Tras salir de la localidad enlaza con el corredor CG-2.2, al que cruza mediante un paso inferior, y pasa por las localidades de Mazaira, Tuimil y Barxa. Tras adentrarse en el municipio de O Incio, enlaza con la carretera LU-643 que llega hasta Bóveda. Tras atravesar la localidad de Laiosa su trazado se vuelve sinuoso y ascendente hasta llegar a la capitalidad municipal, A Cruz do Incio. Allí recibe el nombre de Rúa Quiroga Ballesteros y finaliza en la carretera LU-642 a la altura de la Praza España.